# Champigneulles
Champigneulles település Franciaországban, Meurthe-et-Moselle megyében. Lakosainak száma 6588 fő (2022. január 1.). Champigneulles Frouard, Bouxières-aux-Dames, Laxou, Lay-Saint-Christophe, Liverdun, Malzéville, Maxéville és Bois-de-Haye községekkel határos.

## Népesség
A település népességének változása:
| Lakosok száma | 5484 | 7919 | 7541 | 6765 | 6885 | 6808 | 6745 | 6671 | 6633 | 6588 |
|               | 1968 | 1982 | 1990 | 2006 | 2013 | 2015 | 2017 | 2019 | 2020 | 2022 |